# Jean Bricourt
Jean Joseph Bricourt (Houdeng-Aimeries, 8 juni 1805 - Marcinelle, 1 januari 1857) was een Belgisch volksvertegenwoordiger en magistraat.

## Levensloop
Bricourt was een zoon van de landbouwer Pierre Bricourt, burgemeester van Sart-sous-le-Roeulx, en van Marie-Claire Scoumanne. Hij trouwde met Marie-Thérèse Rombaux.
Hij promoveerde in 1829 tot doctor in de rechten aan de Rijksuniversiteit Leuven. Hij werd vrederechter voor het kanton Zinnik (1832-1838) en rechter bij de rechtbank van eerste aanleg in Charleroi (1838 tot aan zijn dood).
In 1838 en tot in 1842 was hij provincieraadslid voor Henegouwen. In 1847 werd hij verkozen tot liberaal volksvertegenwoordiger voor het arrondissement Zinnik, maar bleef slechts een jaar Kamerlid, gelet op de ondertussen gestemde wet over de onverenigbaarheid van een politieke en een rechterlijke functie.